# Георги Календеров
Георги Календеров е журналист във всекидневния печат от 1991 година. Работил е като редактор и репортер във вестниците „Марица“, „Неделен новинар“, „Денят“, „Шоу“, атинските седмичници „Български глас“ и „Хъшове“ и др. 
Води седмичните предавания "Кристална топка" в радио Канал КОМ и "Тринайсетият стол" в Дарик Радио.
Автор е на няколко книги, сред които „Изкуството да бъдеш чужденец“ и „Родени убийци“ (в съавторство с Дилян Вълев), „Срещи с маг Селена“ и др. Участва в Европейския месец на културата Пловдив '99 с изложбата „Чисто изкуство (Natural Born Artists)“.
От края на 90-те години се занимава основно с интернет проекти, като през 2006 г. поставя началото на групата новинарски сайтове MarsMedia Group.